# Valerie Demey
Valerie Demey (Bruges, 17 gennaio 1994) è una ciclista su strada belga che corre per il VolkerWessels Women's Pro Cycling Team. È attiva in formazioni UCI dal 2016.

## Palmarès

### Altri successi
- 2012 (Juniores)

Campionata Provinciale West-Vlaanderen
Testtijdrit
- 2018 (Lotto Soudal Ladies)

Campionati belgi, Cronosquadre

## Piazzamenti

### Grandi Giri
- Giro d'Italia

2023: 108ª
- Tour de France

2022: 48ª
- Vuelta a España

2024: 52ª

### Classiche monumento
- Milano-Sanremo

2025: ritirata
- Giro delle Fiandre

2016: 51ª
2017: 80ª
2018: 41ª
2019: 63ª
2021: 46ª
2022: 54ª
2023: non partita
2024: ritirata
2025: 78ª
- Parigi-Roubaix

2021: 56ª
2022: 21ª
2023: 99ª
2025: fuori tempo massimo
- Liegi-Bastogne-Liegi

2017: ritirata
2021: 51ª
2023: ritirata
2024: 99ª

### Competizioni mondiali
- Campionati del mondo

Doha 2016 - In linea Elite: 68ª
Innsbruck 2018 - In linea Elite: ritirata
Yorkshire 2019 - Staffetta: 9ª
Yorkshire 2019 - In linea Elite: ritirata
Imola 2020 - In linea Elite: 50ª
Fiandre 2021 - In linea Elite: 76ª
Wollongong 2022 - Staffetta mista: 8ª
Wollongong 2022 - In linea Elite: ritirata
Zurigo 2024 - In linea Elite: ritirata
- Giochi olimpici

Tokyo 2020 - In linea: ritirata

### Competizioni continentali
- Campionati europei

Goes 2012 - In linea Junior: 57ª
Nyon 2014 - In linea Under-23: 21ª
Tartu 2015 - In linea Under-23: 35ª
Plumelec 2016 - In linea Elite: 35ª
Herning 2017 - In linea Elite: 83ª
Glasgow 2018 - In linea Elite: ritirata
Alkmaar 2019 - In linea Elite: 53ª
Plouay 2020 - In linea Elite: 35ª
Trento 2021 - In linea Elite: ritirata
Monaco di Baviera 2022 - In linea Elite: 75ª
Drenthe 2023 - Staffetta mista Elite: 7ª
Drenthe 2023 - In linea Elite: 37ª
Limburgo 2024 - In linea Elite: 56ª